# Termogenesi indotta dal freddo
La Termogenesi indotta dal freddo, TIF o CIT, dall'inglese Cold-induced thermogenesis, è un processo metabolico, sottoprocesso della termogenesi. La TIF rappresenta il dispendio energetico indotto dalla temperatura ambientale. La TIF è la produzione di calore da parte dell'organismo in tanto maggior misura quanto minore è la temperatura ambiente. Essa si suddivide a sua volta in TIF "da brivido" e "non da brivido".

## Fisiologia
Le prime civiltà sulla Terra erano situate in zone dove la temperatura ambientale corrispondeva approssimativamente alla neutralità termica umana. L'esposizione a temperature sopra o sotto la zona termica aumenta il dispendio energetico. Gli esseri umani sono omeotermi e necessitano di una temperatura corporea relativamente costante per sopravvivere. Essi sono anche endotermici (dal greco, endos e therme, cioè calore all'interno), ciò significa che si affidano alla produzione interna di calore per regolare la temperatura corporea. La capacità di regolare fisiologicamente la temperatura corporea deve essere resa possibile per passare da zone calde a zone fredde. Nelle regioni calde o fredde, la termoregolazione è evidente e si manifesta rispettivamente sotto forma di sudorazione e brividi. Questi sono modi efficaci per disperdere o accumulare calore, fenomeni necessari per la sopravvivenza. Tuttavia, le condizioni di freddo o caldo non sono confortevoli e quindi vengono solitamente evitate, per mezzo della cosiddetta termoregolazione "comportamentale" o "volontaria". In effetti, la forma più potente di termoregolazione è proprio quella volontaria: il cambio di abbigliamento, della postura, o del luogo. Gli esseri umani quindi raramente hanno bisogno di aumentare la produzione di calore allo scopo di regolare la propria temperatura corporea, perché sono in grado di ricercare un ambiente adatto, o di indossare abiti adeguati, così che il loro corpo venga generalmente tenuto in uno stato di neutralità termica. A temperature basse, il loro tasso metabolico a riposo (e quindi la produzione di calore) subisce un aumento. Ad esempio, le donne normopeso vestite in maniera identica in una stanza in cui veniva variata la temperatura, adeguavano in 24 ore la loro produzione di calore di circa il 7% quando la temperatura nella stanza veniva abbassata da 28 a 22 °C. Tra le varie reazioni della termogenesi indotta dal freddo viene inclusa la vasocostrizione dei vasi sanguigni della pelle al fine di modificare la perdita di calore senza provocare cambiamenti nella sua produzione. Anche il muscolo cardiaco aumenta la sua attività, in modo da riuscire a soddisfare le richieste metaboliche dei tessuti attivi principalmente coinvolti (tessuto adiposo bruno, muscolo scheletrico) e per incrementare la diffusione di calore. La temperatura corporea viene mantenuta costante se il guadagno di calore è uguale alla perdita. La temperatura basale nell'uomo è mantenuta relativamente costante in ambienti con temperature che variano da valori inferiori o superiori alla temperatura corporea. Ciò implica che, nonostante grandi variazioni di temperatura ambientale, la produzione di calore equilibra la perdita, con conseguente mantenimento della temperatura stabile. In generale l'uomo può aumentare la produzione di calore da un aumento della secrezione di noradrenalina tramite l'attivazione del sistema nervoso simpatico, utilizzando i depositi di grasso (trigliceridi) nel tessuto adiposo bruno come substrato principale di questo aumento della domanda energetica. Recenti scoperte attribuiscono anche al muscolo scheletrico un importante compito nella termogenesi indotta dal freddo tramite il disaccoppiamento mitocondriale, meccanismo analogo a quello che avviene nel tessuto adiposo bruno.
Il disaccoppiamento dei mitocondri è un fenomeno attivato per produrre calore dall'energia derivante dai substrati energetici quali lipidi e glucidi. Questi substrati infatti sono in parte utilizzati per i processi cellulari, e in parte per produrre calore. Dalla suddivisione del loro impiego all'interno di questi organuli cellulari, si parla appunto di disaccoppiamento. Nei casi in cui è richiesta una maggiore energia termica per mantenere la temperatura costante in presenza di ambienti freddi, vengono impiegati maggiori quantità di substrati.

### Termogenesi indotta dal freddo "da brivido" e "non da brivido"
La termogenesi indotta dal freddo viene suddivisa in 2 tipologie:
- TIF non da brivido (o "nonshivering thermogenesis o NST"): la termogenesi "non da brivido" rappresenta un aumento della produzione di calore non associata alla contrazione muscolare, ed è dovuta alla maggiore attività del sistema nervoso simpatico, collegata ai particolari tessuti, ovvero il tessuto adiposo bruno (BAT), il muscolo scheletrico, e il fegato nei mammiferi[12]. La NST sostenibile negli esseri umani adulti contribuisce ad una spesa energetica pari al 15% della spesa media quotidiana[12]. La termogenesi "non da brivido" è il principale meccanismo termoregolatorio in risposta al freddo, è inversamente correlata con le dimensioni del corpo, l'età, e la temperatura ambiente[8]. Recentemente è stato definitivamente accertato che il BAT rappresenti uno dei tessuti principalmente coinvolti nella termogenesi "non da brivido" negli esseri umani adulti[1][13], ma la sua attività è ridotta negli uomini sovrappeso e obesi[14].
- TIF da brivido (o "shivering thermogenesis o ST"): la termogenesi "da brivido" è la contrazione ritmica isometrica (senza movimento) da parte del muscolo scheletrico, copre un ruolo minore rispetto alla termogenesi "non da brivido", e subentra successivamente. Il brivido muscolare produce un calore che può innalzarsi anche di 6-8 volte rispetto al muscolo in stato di riposo. Il muscolo scheletrico è già attivo durante la fase "non da brivido", e, assieme al tessuto adiposo bruno, sfrutta prevalentemente lipidi mediante il meccanismo di disaccoppiamento mitocondriale. A basse intensità della fase "da brivido", il muscolo scheletrico comincia a sfruttare glucidi provenienti dal glicogeno muscolare assieme ai lipidi, ma con l'incrementare dell'intensità aumenta sempre più la combustione di glicogeno come carburante[15][16]. In particolare si cita l'intervento supplementare della fibra muscolare bianca (o di tipo 2), più ricca di depositi di glicogeno[17][18].

La TIF normalmente può essere definita e misurata come l'incremento della termogenesi rispetto ai valori basali durante l'esposizione al freddo, in cui il brivido è assente. Con il protrarsi del raffreddamento, subentra la TIF "da brivido" che incrementa ulteriormente la termogenesi. La frequente esposizione al freddo porta ad un passaggio dalla TIF "da brivido" a quella "non da brivido". Dopo alcuni giorni di esposizione al freddo, il brivido scompare, mentre la TIF "da brivido" aumenta. Negli umani, abbassando la temperatura da 28 a 22 °C è stato riscontrato un incremento termogenico medio del 7% senza il manifestarsi della TIF "da brivido".

## NST e disaccoppiamento mitocondriale
Il meccanismo della termogenesi indotta dal freddo "non da brivido" (NST; Non-shivering thermogenesis) ha la caratteristica di sfruttare, all'interno dei tessuti biologici provvisti, il cosiddetto disaccoppiamento mitocondriale. Al loro interno, i mitocondri di questi apparati presentano la proteina mitocondriale UCP1 (proteina disaccoppiante 1, o uncoupling protein 1), detta anche termogenina. Questa molecola ha appunto la capacità di "disaccoppiare" la fosforilazione ossidativa (processo energetico aerobico di respirazione cellulare), riuscendo a far prevalere l'impiego di lipidi per la produzione di calore (energia termica) piuttosto per quella di ATP (energia chimica). L'attivazione di questo meccanismo in risposta al freddo, è principalmente legata alla produzione del neurotrasmettitore noradrenalina in interazione con i recettori β3 sotto controllo dell'ipotalamo mediante lo stimolo dei nervi simpatici, ed è supportata anche da fattori endocrini, principalmente dall'incremento dell'attività tiroidea con produzione di triiodotironina (T3) e tiroxina (T4). I principali tessuti coinvolti nel processo di disaccoppiamento mitocondriale nel NST sono il tessuto adiposo bruno e il muscolo scheletrico. Viene spesso citato anche il fegato come tessuto minore in grado di partecipare a tali meccanismi. Il principale substrato energetico della termogenesi "non da brivido" è dato dai lipidi depositati nel tessuto adiposo.
Il tessuto adiposo bruno è scarsamente distribuito nell'uomo (è più presente nei neonati), e viene così definito per la sua colorazione bruna data dai carotenoidi presenti proprio nei mitocondri. La limitata letteratura scientifica riconosce che la termogenesi indotta dal BAT possa ammontare al 5% del metabolismo basale. La maggiore distribuzione del BAT è riconoscibile in sede interscapolare, periaortica e perirenale. In queste sedi sono posti in prossimità dei vasi sanguigni per diffondere il calore attraverso il flusso sanguigno verso le varie aree corporee.
In tempi più recenti è stato riscontrato che anche il muscolo scheletrico sia provvisto della capacità di sfruttare il disaccoppiamento mitocondriale, quando in precedenza si riteneva che il suo intervento avveniva solo durante la TIF "da brivido".
Svariate ricerche recenti suggeriscono che i tessuti che partecipano alla termogenesi "non da brivido" (soprattutto il BAT) e al disaccoppiamento mitocondriale, siano in grado di controllare i livelli di adiposità, per ridurre le concentrazioni di trigliceridi e combattere l'obesità nell'uomo.

## ST e brivido
La termogenesi indotta dal freddo "da brivido" (ST; Shivering thermogenesis) implica l'intervento del meccanismo del brivido da parte del muscolo scheletrico. Come già menzionato, ricerche più recenti hanno riscontrato che il muscolo scheletrico abbia un importante ruolo già nella termogenesi "non da brivido" assieme al tessuto adiposo bruno, tuttavia nella successiva fase di termogenesi da brivido (quella che interviene sul lungo termine e a temperature più estreme), esso copre un compito prevalente. Sul lungo termine, negli ambienti freddi subentra questo meccanismo col fine di produrre un ulteriore calore per controbilanciarne l'aumento della perdita. Tuttora questi processi sono in fase di studio, e da quello che si è concluso, durante il brivido, l'intensità di reclutamento muscolare e le modalità di reclutamento delle diverse fibre (rosse e bianche) sono molto variabili tra i muscoli e tra gli individui. Inoltre, un certo numero di studi hanno indicato che il brivido può essere sostenuto con combustibili diversi (glucidi, lipidi) per diverse ore in condizioni variabili di stress, freddo, e disponibilità di carboidrati.
Nonostante l'esposizione acuta al freddo induca delle simili variazioni metaboliche tra gli individui, l'utilizzo di lipidi e glucidi trova un intervallo di variabilità molto ampio. Ad ogni modo, durante il brivido l'utilizzo di glucidi (glicogeno muscolare) si è rivelato in media leggermente superiore a quello di lipidi. Questa grande variabilità nella selezione del carburante tra gli individui è spiegata prevalentemente dal punto individuale di innesco del brivido, indicando come il reclutamento delle fibre muscolari bianche (o di tipo 2) giochi un ruolo chiave nel gestire l'utilizzo dei substrati. Per la precisione, si è riscontrato che durante il brivido a bassa intensità i lipidi coprono un ruolo rilevante, ma in questo caso la fonte di energia da parte dell'uomo può essere attinta da fonti miste nelle stesse fibre muscolari. Il contributo del glicogeno muscolare diventa dominante in condizioni di freddo più estreme, mentre l'impiego del glucosio plasmatico rimane comunque minore. In questo senso si evidenzia che il muscolo possa sostenere il brivido per diverse ore sfruttando substrati misti, e gestendo il reclutamento delle diverse fibre, cioè incrementando o decrementando il reclutamento della fibra bianca, e aumentando la presenza di glicogeno muscolare, tramite una dieta ad alto apporto di glucidi.
Questo suggerisce che la composizione delle fibre muscolari di ogni individuo (prevalenza di fibra bianca o rossa) possa influenzare la sopravvivenza a basse temperature, ed ha portato a sostenere la teoria secondo cui aumentando la distribuzione e presenza della fibra muscolare bianca e delle relative scorte di glicogeno (più presenti in questa tipologia), mediante allenamenti specifici e dieta, si possa prolungare la capacità di sopravvivenza dell'uomo al freddo.